# Jemmy van Hoboken
Jacoba (Jemmy) van Hoboken, ook wel Jemmy van de Guchte-van Hoboken (Den Haag, 30 augustus 1900 – Wageningen, 31 juli 1962) was een Nederlands grafisch ontwerpster, kunstschilderes, illustratrice en tekenares. 

## Leven en werk
Van Hoboken, telg uit het geslacht Van Hoboken, werd geboren in een welgesteld gezin. Zij was een dochter van Abraham van Hoboken (1874-1957) en diens eerste echtgenote Charlotte Emilie Horstmann (1878-1954), op haar beurt een dochter van de reder Otto Horstmann. Zij had een bijna drie jaar oudere zus, de kunstschilderes Theodora Emilie van Hoboken (1897-1956). De redersfamilie Van Hoboken was tot 1924 eigenaar van het Land van Hoboken in Rotterdam.
In 1919 heeft Van Hoboken een tekencursus gevolgd bij het Haags Tekeninstituut Bik en Vaandrager. Zij volgde van 1920 tot 1922 tekenlessen bij Han van Meegeren, kreeg in 1922 drie maanden les van Erwin Knirr en daarna een jaar bij professor Walther Thor in München.
Na haar opleidingen ging Van Hoboken eerst werken in München daarna, in 1923, in Den Haag. Ze woonde en werkte van 1928 tot 1938 in Veere, waar ze deel uitmaakte van de Veerse Joffers. In de stad woonde ze samen met de 13 jaar oudere kunstenares Bas van der Veer in een huis dat zij Den Eenhoorn noemden. Ze verliet haar met dominee Jacobus Van de Guchte (1905-1992), die voor Van Hoboken zijn vrouw en kinderen in de steek liet. Zij huwden op 8 mei 1941, een aantal maanden na het overlijden van Van der Veer. Van Hoboken was zijn derde vrouw.
Van 1939 tot 1945 woonde ze in Blaricum, vervolgens in Gouda, van 1947 tot 1949 nogmaals Den Haag, daarna Oosterbeek (Renkum) en Imbosch (gemeente Rozendaal) en ten slotte in 1961 in Wageningen, waar zij een jaar later op 61-jarige leeftijd overleed.

## Schilderstijl
De schilderijen van Van Hoboken hebben vooral figuren, dieren, stillevens, sprookjes en Bijbelse voorstellingen als onderwerp.
Bij haar opleiding in München liet zij zich via kunstenaars die ze daar ontmoette inspireren door de toen nieuwe beweging Nieuwe zakelijkheid die ontstaan was als reactie op het expressionisme. Maar ze maakte ook werken met een dromerige uitstraling. Haar werk is soms als ansichtkaart uitgebracht. Tijdens haar periode in Veere schildert zij vooral de lokale bevolking in klederdracht. Met Claire Bonebakker, Mies Callenfels-Carsten, Lucie van Dam van Isselt, Anneke van der Feer, Sárika Góth, Ada Góth-Lowith, Ina Rahusen en Bas van der Veer wordt zij gerekend tot de Veerse Joffers Haar werk wordt wel gerekend tot het sociaal-realisme., zoals te zien was in museum Kranenburgh in Bergen.
Zij maakte illustraties en affiches in opdracht. Zo maakte ze illustraties voor de Zeeuwse roman Jikkemien van Dignate Robbertz, die ook in Veere woonde. Ze maakte reclameposters onder andere voor Scheveningen. Hoboken signeerde met de afkorting J.v.H. of met J. v. Hoboken.

## Werken (selectie)
- Tortelduiven[15] (olieverf)
- Paarden (pastel)
- Ruiter in het bos (olieverf)
- Twee konijnen (gouache)
- Swimming Fish (olieverf)
- Berusting
- Nostalgie (olieverf)
- Ontwerp zelfportret (olieverf)
- Twee geiten met op de achtergrond een kerk (pastel)
- De arbeidersvrouw
- Kind in een fantasielandschap (olieverf)
- Een nieuwe wereld
- Het breistertje (ca. 1937)
- Female Nude (olieverf)
- Lady In A Landscape  (olieverf)
- A Flowerstill Life With Shells And A Goat (olieverf)
- Jikkemien van Dignate Robbertz[16] (door haar van een tiental ïllustraties voorzien)
- Twee boerenkinderen met vee (olieverf)